# Phrae (Provinz)
Phrae (thailändisch แพร่ [pʰrɛ̂ː]) ist eine Provinz (Changwat) in der Nordregion von Thailand. Die Hauptstadt der Provinz Phrae heißt ebenfalls Phrae.

## Geographie
Die Provinz liegt im Tal des Mae Nam Yom (Yom-Fluss), einem der Zuflüsse des Mae Nam Nan (Nan-Fluss), der wiederum den Mae Nam Chao Phraya speist. Die Topographie ist geprägt von den östlichen Ausläufern des Phi Pan Nam-Gebirges, das hier vorwiegend aus scharfkantigen Sandstein-Formationen besteht.
| Benachbarte Provinzen: | Benachbarte Provinzen:  |
| ---------------------- | ----------------------- |
| Norden                 | Phayao                  |
| Osten                  | Nan                     |
| Süden                  | Uttaradit und Sukhothai |
| Westen                 | Lampang                 |

### Wichtige Flüsse
- Mae Nam Yom

### Nationalparks
- Nationalpark Mae Yom (อุทยานแห่งชาติแม่ยม)
- Nationalpark Doi Pha Klong (อุทยานแห่งชาติดอยผากลอง)

### Klima
Das Klima ist tropisch-monsunal. Die Höchsttemperatur im Jahr 2008 betrug 40,6 °C, die tiefste Temperatur wurde mit 9,2 °C gemessen. An 125 Regentagen fielen in demselben Jahr 1.168,5 mm Niederschlag.

## Wirtschaft und Bedeutung
Im Jahr 2009 betrug das „Gross Provincial Product“ (Bruttoinlandsprodukt) der Provinz 23.375 Millionen Baht. Der Mindestlohn in der Provinz beträgt 227 Baht pro Tag (etwa 5 €; Stichtag 1. April 2012).

### Daten
Die unten stehende Tabelle zeigt den Anteil der Wirtschaftszweige am Gross Provincial Product in Prozent:
| Wirtschaftszweig | 2006 | 2007 | 2008 | 2009 |
| ---------------- | ---- | ---- | ---- | ---- |
| Landwirtschaft   | 16,8 | 18,2 | 21,3 | 20,9 |
| Berg-, Tagebau   | 0,6  | 0,8  | 0,4  | 0,6  |
| Industrie        | 18,4 | 17,5 | 18,0 | 16,8 |
| Andere           | 64,2 | 63,5 | 60,3 | 61,7 |

### Landnutzung
Für die Provinz ist die folgende Landnutzung dokumentiert:
- Waldfläche: 2.572.262 Rai (4115,6 km²), 62,9 % der Gesamtfläche
- Landwirtschaftlich genutzte Fläche: 661.951 Rai (1059,1 km²), 16,2 % der Gesamtfläche
- Nicht klassifizierte Fläche: 852.411 Rai (1363,9 km²), 20,9 % der Gesamtfläche

### Produkte
In der Provinz Phrae werden im Zuge der OTOP-Initiative (One Tambon One Product) mehrere mit fünf Sternen ausgezeichnete Produkte hergestellt, wie zum Beispiel handgewebte Seiden- und Baumwollstoffe.

## Bildungseinrichtungen

### Universitäten
- Phrae Campus Maesai der Maecho-Universität

## Geschichte
Die Gegend um Phrae war bereits Teil des Mon-Königreiches Hariphunchai (Lamphun), als es 1443 unter Tilokarat zusammen mit großen Teilen der Provinz Nan zu Lan Na kam.

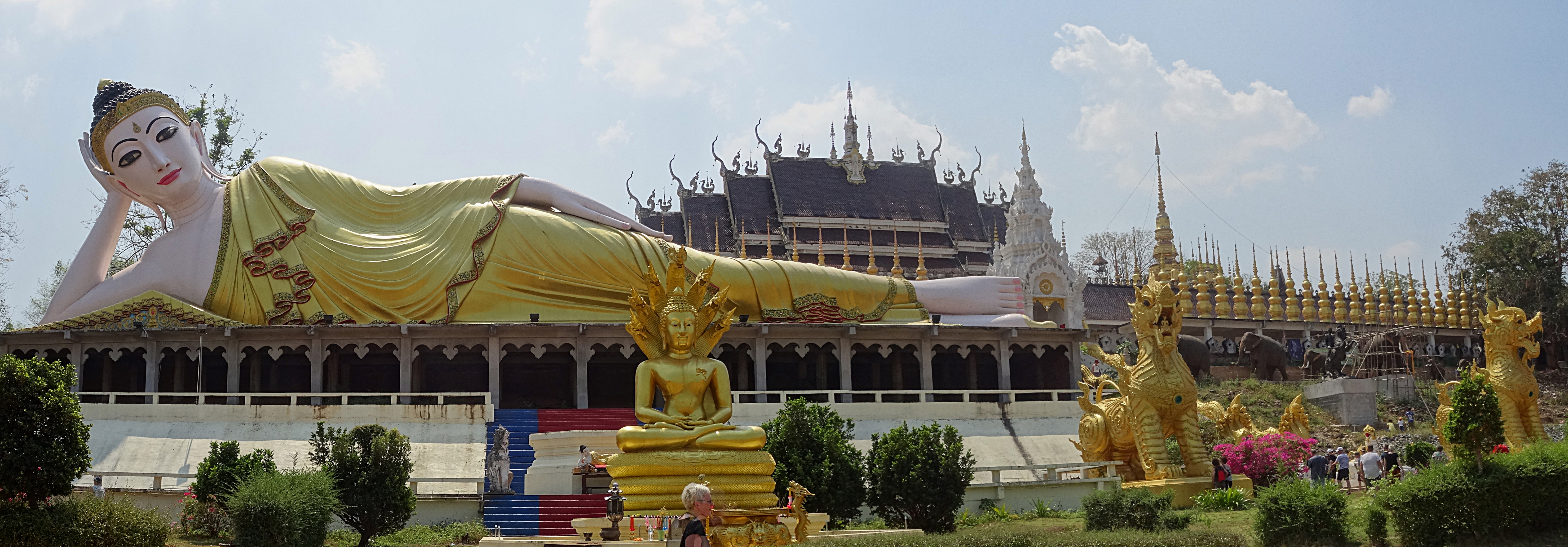
Der liegende Buddha von Phrae

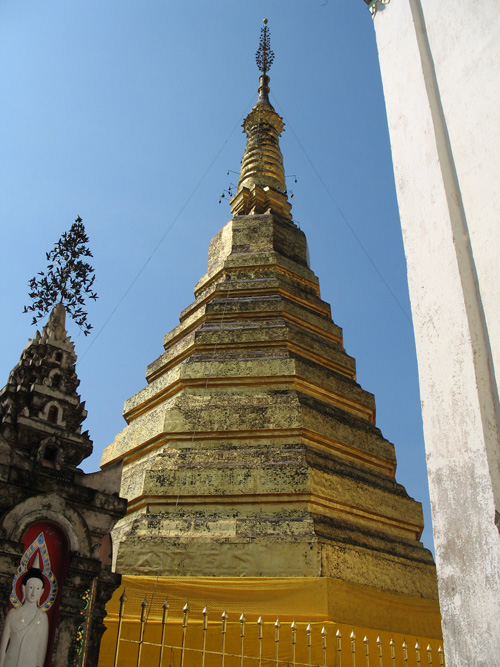
Chedi des Wat Phra That Cho Hae

## Sehenswürdigkeiten
- Wat Phra That Cho Hae (วัดพระธาตุช่อแฮ) – der wichtigste buddhistische Tempel (Wat) der Provinz aus der Sukhothai-Zeit. In seiner 33 Meter hohen Chedi, die mit Kupferplatten verkleidet ist, soll sich eine Reliquie des Buddha befinden.
- Wat Phra That Suthon Mongkhon Khiri (วัดพระธาตุสุโทนมงคลคีรี) – im Amphoe Den Chai mit einer beeindruckenden Chedi in einem gemischten Lan Na/Birma-Stil und einem mit vielen Skulpturen verzierten Ubosot.
- Phae Mueang Phi (วนอุทยานแพะเมืองผี, Geisterstadt-Schlucht) wird aufgrund seiner Felsformationen auch als Grand Canyon Thailands bezeichnet. Er liegt nur etwa 18 Kilometer von der Provinzhauptstadt entfernt.

## Wappen
Der Legende nach wurden die beiden Provinzen Phrae und Nan von zwei Brüdern beherrscht. Als es darum ging, das Territorium aufzuteilen, traf man sich in den Bergen. Der eine ritt auf einem Pferd, der andere auf einem Ochsen zum vereinbarten Treffpunkt. Deshalb trägt Phrae ein Pferd in seinem Wappen und Nan einen Büffel.
Zusätzlich ist der Chedi des Wat Phra That Cho Hae auf dem Pferderücken zu sehen, der etwa neun Kilometer südöstlich der Provinzhauptstadt besichtigt werden kann.
Der lokale Baum ist der Chikrassy (Chukrasia velutina, ชื่อวิทยาศาสตร์, auch Birmanisches Mandelholz oder Yimma), der als Nutzholz Verwendung findet.
Der Wahlspruch der Provinz Phrae lautet:
Teakholz und Mohom, der blau gefärbte Stoff, sind der Ruhm der Stadt,

Das Land der Erzählung „Phra Lo“ ist in ihrem Namen,

Die Stadt liebenswürdiger Menschen und des glanzvollen Tempels Phra That Cho Hae,

Phae Mueang Phi ist eine attraktive Landschaft hier.

(in Thai: หม้อห้อมไม้สัก ถิ่นรักพระลอ ช่อแฮศรีเมือง ลือเลื่องแพะเมืองผี คนแพร่นี้ใจงาม)

## Sonstiges
- Die romantische Erzählung Lilit Phra Lo (ลิลิตพระลอ – „Die Geschichte des Prinzen Lo“) ist das erste Beispiel thailändischer Unterhaltungsliteratur aus der Zeit von König Narai. Die Geschichte des Prinzen Lo spielt in der Provinz Phrae, sie wurde in einem Metrum, Lilit (ลิลิต), geschrieben, das Verse mit skandierender Prosa mischt.

## Verwaltungseinheiten

### Provinzverwaltung
Die Provinz ist eingeteilt in 8 Distrikte (Amphoe). Die Landkreise sind weiter unterteilt in 78 Kommunen (Tambon) und 645 Dörfer (Muban).
| \| Nr. \| Amphoe-Name \| Thai \| \| --- \| ---------------------- \| -------------- \| \| 1 \| Amphoe Mueang Phrae \| อำเภอเมืองแพร่ \| \| 2 \| Amphoe Rong Kwang \| อำเภอร้องกวาง \| \| 3 \| Amphoe Long \| อำเภอลอง \| \| 4 \| Amphoe Sung Men \| อำเภอสูงเม่น \| \| 5 \| Amphoe Den Chai \| อำเภอเด่นชัย \| \| 6 \| Amphoe Song \| อำเภอสอง \| \| 7 \| Amphoe Wang Chin \| อำเภอวังชิ้น \| \| 8 \| Amphoe Nong Muang Khai \| อำเภอหนองม่วงไข่ \| |                        |                |
| Nr. | Amphoe-Name            | Thai           |
| 1 | Amphoe Mueang Phrae    | อำเภอเมืองแพร่   |
| 2 | Amphoe Rong Kwang      | อำเภอร้องกวาง   |
| 3 | Amphoe Long            | อำเภอลอง       |
| 4 | Amphoe Sung Men        | อำเภอสูงเม่น     |
| 5 | Amphoe Den Chai        | อำเภอเด่นชัย     |
| 6 | Amphoe Song            | อำเภอสอง       |
| 7 | Amphoe Wang Chin       | อำเภอวังชิ้น      |
| 8 | Amphoe Nong Muang Khai | อำเภอหนองม่วงไข่ |

### Lokalverwaltung
Für das ganze Gebiet der Provinz besteht eine Provinz-Verwaltungsorganisation (องค์การบริหารส่วนจังหวัด, kurz อบจ., Ongkan Borihan suan Changwat; englisch Provincial Administrative Organization, PAO).
In der Provinz gibt es eine Stadt (เทศบาลเมือง – Thesaban Mueang): Phrae (เทศบาลเมืองแพร่).
Daneben gibt es 16 Kleinstädte (เทศบาลตำบล – Thesaban Tambon).